# 阿拉姆·哈羅
阿拉姆·韋特羅斯·哈羅（英語：Aram Wettroth Harrow，1980年—）是麻省理工學院理論物理中心的物理學教授。
哈羅從事量子資訊科學和量子計算研究。他與阿維納坦·哈西迪姆（Avinatan Hassidim）和塞斯·勞埃德一起設計了一種線性方程組的量子演算法，在某些情況下，這種演算法比最好的經典演算法具有指數級的優勢。。該演算法在量子機器學習中有著廣泛的應用。
他是量子資訊處理（QIP）的指導委員會成員，QIP 是量子計算領域最大的年度會議。哈羅是免費開放的科學合作網路SciRate的共同管理員。他也共同經營一個部落格——量子教皇（The Quantum Pontiff）。他的合作者包括彼得·秀爾和查爾斯·H·本內特。

## 部分出版
- Bremner, Michael J.; Dawson, Christopher M.; Dodd, Jennifer L.; Gilchrist, Alexei; Harrow, Aram W.; Mortimer, Duncan; Nielsen, Michael A.; Osborne, Tobias J. . Physical Review Letters. 2002-11-25, 89 (24): 247902. Bibcode:2002PhRvL..89x7902B. PMID 12484981. S2CID 41875260. arXiv:quant-ph/0207072 . doi:10.1103/PhysRevLett.89.247902.
- Devetak, I.; Harrow, A. W.; Winter, A. J. . IEEE Transactions on Information Theory. October 2008, 54 (10): 4587–4618. ISSN 0018-9448. S2CID 17767728. arXiv:quant-ph/0512015 . doi:10.1109/tit.2008.928980.
- Barak, Boaz; Brandao, Fernando G. S. L.; Harrow, Aram W.; Kelner, Jonathan; Steurer, David; Zhou, Yuan. . . ACM. 2012-05-19: 307–326. Bibcode:2012arXiv1205.4484B. ISBN 9781450312455. S2CID 937370. arXiv:1205.4484 . doi:10.1145/2213977.2214006.

## 外部連結
- 由Google学术搜索索引的阿拉姆·哈羅出版物